# Doris Duke

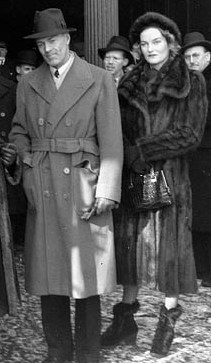
Doris Duke mit ihrem ersten Ehemann, 1940

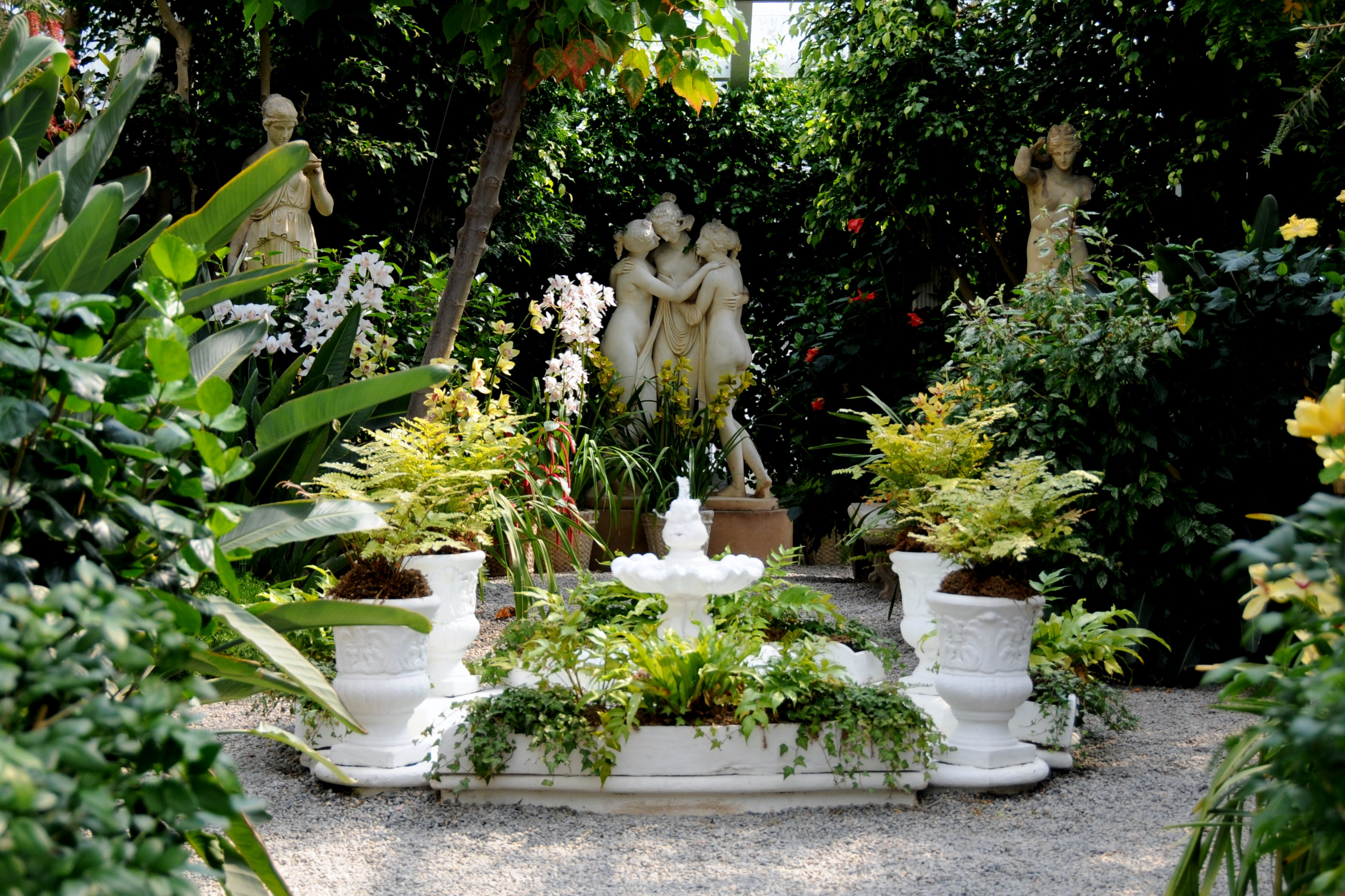
Der von Doris Duke gestaltete italienische Garten mit Repliken klassischer Skulpturen

Doris Duke (* 22. November 1912 in New York; † 28. Oktober 1993 in Beverly Hills) war eine US-amerikanische Unternehmerin, Kunstsammlerin, Tierschützerin und Mäzenin.
Die Medien betitelten sie als Million-Dollar-Baby und später als die reichste Frau der Welt. Ihr extravagantes Leben diente zwei Hollywoodproduktionen sowie zahlreichen Büchern als Vorlage. Heute steht ihr umfangreiches Vermögen überwiegend wohltätigen Institutionen zur Verfügung. Das zur Honolulu Academy of Arts gehörende Filmtheater trägt ihren Namen (Doris Duke Theatre).

## Familie
Washington Duke (1820–1905), der Großvater von Doris Duke, stammte aus einer Arbeiterfamilie und begründete das Familienvermögen. Darüber hinaus begann er mit der gemeinnützigen Tradition der Dukes, indem er dem Trinity College in Durham in North Carolina 300.000 Dollar stiftete. Ein Teil der Zuwendungen war an die Bedingung geknüpft, auch Frauen zum Studium zuzulassen.
Sein Sohn James Buchanan Duke (1856–1925) war der Gründer des Tabakkonzerns American Tobacco und des Energieunternehmens Duke Energy. Aus der Ehe mit seiner zweiten Frau Nanaline Holt Inman entstammt Doris Duke als sein einziges Kind. Er gehörte ebenfalls zu den Mäzenen des Trinity College, welches nach weiteren Stiftungen in Millionenhöhe zu Ehren der Familie in Duke University umbenannt wurde.
James Buchanan Duke starb 1925, wenige Wochen vor Doris Dukes 13. Geburtstag, und hinterließ ihr die Hälfte seines Vermögens. Ihr Erbanteil in Höhe von etwa 100 Millionen Dollar entspricht nach heutiger Kaufkraft etwa 1.550.000.000 Dollar. Die andere Hälfte des Vermögens ging an The Duke Endowment. Diese Stiftung unterstützt in North und South Carolina mehrere Universitäten, Krankenhäuser, Kinderheime und kirchliche Einrichtungen.

## Frühe Jahre
Doris Duke wuchs bei ihrer Mutter im James B. Duke House an der vornehmen Fifth Avenue in New York City auf. Nach Erreichen ihrer Volljährigkeit mit 21 Jahren unternahm sie ausgedehnte Weltreisen, ging künstlerischen Interessen nach und lebte eine Zeit lang in Paris. Sie entwickelte sich zur engagierten Tierschützerin und zur Förderin des Naturschutzes und des Denkmalschutzes. Ihr Interesse am Gartenbau führte zu einer Freundschaft mit dem Autor und Landwirt Louis Bromfield, welcher die Malabar Bauernhöfe in Ohio bewirtschaftete. Heute ist sein Bauernhof ein Teil des Malabar Farm State Park, welcher durch Doris Dukes Spenden ermöglicht wurde.

## Ehen
Ihr erster Ehemann war James H. R. Cromwell (1896–1990), ein demokratischer Politiker und späterer US-Botschafter in Kanada. Aus der 1935 geschlossenen Ehe ging 1940 die Tochter Arden hervor, die jedoch nur einen Tag lebte. Die Ehe wurde 1943 geschieden.
Drei Jahre später, während eines Parisaufenthaltes im Jahr 1947, lernte Doris Duke den Diplomaten Porfirio Rubirosa kennen. Der aus der Dominikanischen Republik stammende Rubirosa war zu diesem Zeitpunkt jedoch noch mit seiner zweiten Ehefrau, der französischen Schauspielerin Danielle Darrieux, verheiratet. Um die Zustimmung zu einer schnellen Scheidung zu erhalten, soll Doris Duke eine Million US-Dollar an Darrieux gezahlt haben. Die noch im selben Jahr geschlossene Ehe mit Rubirosa wurde Ende 1948 bereits wieder geschieden.
Auch wenn die Medien immer wieder über weitere Verhältnisse Doris Dukes spekulierten, heiratete sie nie wieder.

## Wohnsitze
Zum Zeitpunkt ihres Todes verfügte Doris Duke über fünf Wohnsitze, von denen heute drei museal genutzt werden und der Öffentlichkeit zugänglich sind. Neben einem Penthouse in der New Yorker Park Avenue, welches gemäß ihrem Testament zugunsten der Doris Duke Charitable Foundation verkauft wurde, gehörten zu ihrem Besitz:

### Falcon Lair
Die Villa Falcon Lair (Falkennest) ließ sich ursprünglich der Stummfilmstar Rudolph Valentino im Benedict Canyon oberhalb von Beverly Hills im Jahre 1924 erbauen. Ihre Freundin Gloria Swanson machte Doris Duke nach Valentinos Tod 1926 auf Falcon Lair aufmerksam und vermittelte den Kauf des 400-m²-Hauses mit dem 1,3 ha großen Grundstück. Doris Duke ließ das Gebäude mehrfach aufwendig umgestalten. Hierzu gehörte auch der Einbau einer originalen Raumausstattung, die zuvor Napoléon Bonaparte gehört hatte. Nachdem Doris Duke im Alter von 80 Jahren in Falcon Lair gestorben war, gelangte es in den Besitz der Doris Duke Charitable Foundation. Die Stiftung trennte sich 1998 von Falcon Lair und konnte einen Verkaufserlös in Höhe von drei Millionen US-Dollar erzielen.

### Rough Point
Rough Point war Doris Dukes Haus in Newport im US-Bundesstaat Rhode Island. Das ursprünglich für Frederick William Vanderbilt 1891 im Stil der englischen Neugotik errichtete Haus liegt auf einem felsigen Grundstück mit Blick auf den Atlantik. Doris Dukes Vater erwarb 1922 das Anwesen, welches vom Stil her seinerzeit bereits als unmodern galt. Doris Dukes Eltern beauftragten den Architekten Horace Trumbauer mit umfangreichen Umbaumaßnahmen, wozu das Entfernen von schweren Eichenfußböden, Wandverkleidungen sowie Stuckarbeiten gehörte. Zudem wurde das Haus auf mehr als 100 Zimmer erweitert. Nach dem Tod von James Buchanan Duke blieb das Haus lange Zeit unbewohnt.
Doris Duke begann Ende der 1950er Jahre das Haus neu zu möblieren. Neben französischen Möbeln aus dem 18. Jahrhundert, Brüsseler Wandteppichen aus dem 16. Jahrhundert und Vasen aus der Ming-Dynastie trug sie hier auch eine Gemäldesammlung mit Werken von Thomas Gainsborough, Anthonis van Dyck, Joshua Reynolds, Ferdinand Bol und Pierre-Auguste Renoir zusammen.
Heute gehört Rough Point zur Newport Restoration Foundation und ist als Museum der Öffentlichkeit zugänglich.
Rough Point war auch Schauplatz einer der umstrittensten Episoden im Leben von Doris Duke. Am 7. Oktober 1966 überfuhr sie ihren Innendekorateur Eduardo Tirella, als dieser das Tor zum Anwesen öffnen wollte. Laut Angaben der Polizei, die von einem Unglücksfall ausgeht, setzte sich der Wagen in Bewegung, schleifte Tirella über die Straße und zerquetschte ihn an einem Baum. Der Leiter der Polizei in Newport trat unmittelbar nach der Untersuchung zurück. Um einen Gerichtsprozess zu vermeiden, einigte sich Doris Duke später mit der Familie Tirellas wegen eines finanziellen Ausgleiches.

### Duke Farms
1893 begann James Buchanan Duke Ackerland in Hillsborough im US-Bundesstaat New Jersey zu erwerben. Bis 1905 wuchs der Besitz auf über acht Quadratkilometer und wurde zunächst landwirtschaftlich genutzt. Auf dem Anwesen wurden Rinder und Pferde gezüchtet und es befand sich eine Pferderennbahn auf dem Grundstück. Gegen Ende des 19. Jahrhunderts entschied sich James Buchanan Duke die Landwirtschaft einzustellen und einen öffentlichen Park auf dem Grundstück anzulegen. Es entstanden fünf Seen, 29 km Wege, 35 Springbrunnen, Gewächshäuser und Räumlichkeiten für die Besucher. In den Gewächshäusern der Duke Farms fanden Ausstellungen statt und der Park diente verschiedenen Formen der Erholung und Freizeitgestaltung wie Picknick und Schlittschuhlaufen. Auf Grund von Vandalismus schloss der Park 1915 für die Öffentlichkeit. Nach Eintritt der USA in den Ersten Weltkrieg kam es erneut zur landwirtschaftlichen Nutzung des Anwesens und in großem Umfang zum Anbau von Roggen, Weizen, Mais und Kartoffeln.
Als James Buchanan Duke 1925 starb, existierten 45 Gebäude auf dem Anwesen. Doris Duke ließ später dem Hauptgebäude noch den so genannten Hollywood Wing anfügen. Hier entstanden neben einer Tennishalle ein Schwimmbad, ein Schießstand, ein Kinosaal und ein Theater. Ende der 1950er Jahre begannen Umbaumaßnahmen, um die Gewächshäuser der Öffentlichkeit wieder zugänglich zu machen. Seit 1964 ist der Park erneut für Besucher geöffnet. 1969 und 1972 erwarb Doris Duke westlich benachbarte historische Bauernhöfe, die heute ebenfalls zu den Duke Farms gehören. Das Anwesen gehört heute der Duke Farms Foundation.

### Shangri-La

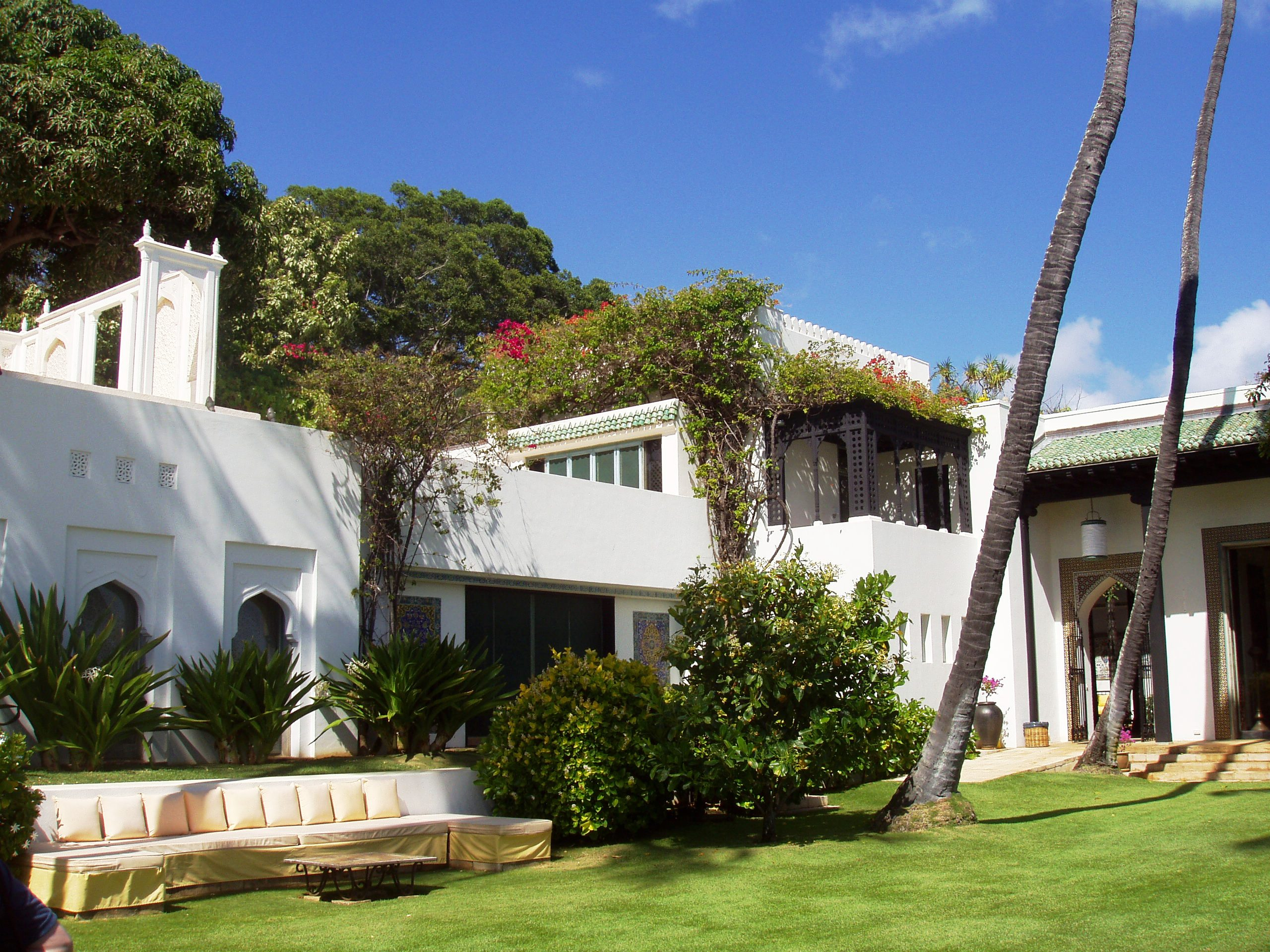
Shangri-La, Außenansicht

1937 kaufte Doris Duke ein Grundstück direkt am Pazifischen Ozean in Kāhala, östlich von Waikīkī auf der Insel Oʻahu (Hawaiʻi) in der Nähe des erloschenen Vulkans Diamond Head (geographische Koordinaten: 21° 15′ 24,1″ N, 157° 47′ 41,6″ W). Dort entstand in der Folgezeit ihr Anwesen Shangri La. Die Villa beherbergt heute Dukes Sammlung islamischer Kunst mit Objekten aus Syrien, Marokko, Indien, der Türkei und dem Iran. Der Name Shangri-La geht auf den 1933 erschienenen Roman Der verlorene Horizont von James Hilton zurück.
Von den vielen Häusern, die Duke bewohnt hat, ist Shangri-La das einzige, welches sowohl außen als auch innen vollkommen nach ihren Ideen gestaltet wurde. Die Inspiration zu diesem als Winterwohnsitz gedachten Refugium kam ihr 1935 während ihrer ausgedehnten Hochzeitsreise, die sie sowohl durch eine Reihe islamischer Länder als auch nach Hawaiʻi führte. Die islamische Kultur übte auf Duke eine große Faszination aus und von Hawaiʻi fühlte sie sich besonders angezogen, sodass sie die Architektin Marion Sims Wyeth beauftragte, eine Symbiose aus Landschaft und Kultur zu schaffen. Die Villa nimmt im äußeren Erscheinungsbild unverkennbar auf Bauformen und Dekor der islamischen Welt Bezug und entstand unter Verwendung von originalen Architekturteilen und -dekor.
Die Gruppierung der einzelnen Bauteile um verschiedene Höfe und Gartenanlagen und die Anordnung von Gesellschafts- und Privaträumen lassen das Vorbild orientalischer Wohnkultur deutlich werden, selbst wenn man die Innenraumdekorationen des Damaskuszimmers und der beiden Türkischen Räume ausklammert. Im Garten, mit seinen vielen exotischen Pflanzen, gibt es darüber hinaus einen weiteren Pavillon und ein großes Meerwasserschwimmbecken. Die Beschäftigung mit Kultur und Kunst Hawaiʻis hinterließ keine so deutlichen Spuren in der Architektur des Hauses und wird daher leichter übersehen. Sie hatte jedoch eine enge Beziehung zu Sam Kahanamoku, dem Bruder des berühmten Duke Kahanamoku und beschäftigte sich intensiv mit der hawaiischen Lebensweise und Kultur.
Duke verbrachte in Shangri-La beinahe 60 Jahre lang die Wintermonate und setzte ihre Sammelleidenschaft kontinuierlich fort, sodass insgesamt 3.500 Objekte und Artefakte zusammenkamen. Beim Aufbau ihrer Sammlung konkurrierte sie gelegentlich mit bedeutenden Museen, wie zum Beispiel dem Metropolitan Museum of Art in New York. Neben kunstvoll geschnitzten Türen, aufwendigen Fliesenmosaiken, wertvollen Textilien und Keramiken trug Doris Duke auch eine beträchtliche Sammlung orientalischen Schmuckes zusammen. Sie verwandelte fast zwei Hektar auf Oʻahu in ihr privates Shangri-La, ein Platz, an dem sich die reichste Frau der Welt von der Öffentlichkeit zurückziehen konnte.
Das Verhältnis zur Fachwelt der Kunsthistoriker und Archäologen war durch große Zurückhaltung vonseiten Doris Dukes geprägt. Fachleute zog sie zwar gelegentlich zu Rate, handelte aber prinzipiell unabhängig und bildete sich autodidaktisch weiter. So ist bekannt, dass sie Konservierungs- und Restaurierungsarbeiten teilweise selbst ausführte.
Shangri-La ist eines der architektonisch bedeutendsten Gebäude im Bundesstaat Hawaiʻi. Es ist für das Publikum geöffnet und gehört heute der Doris Duke Foundation for Islamic Art (DDFIA), deren Gründung Doris Duke testamentarisch verfügt hatte. Zweck der Stiftung ist die Erhaltung der Sammlung sowie die Förderung des Studiums und des Verständnisses islamischer Kunst und Kultur. In Zusammenarbeit mit der Honolulu Academy of Arts finden Führungen und Veranstaltungen statt.
Alle Touren nach Shangri-La beginnen und enden am Honolulu Museum of Art, in der Nähe von Downtown Honolulu.

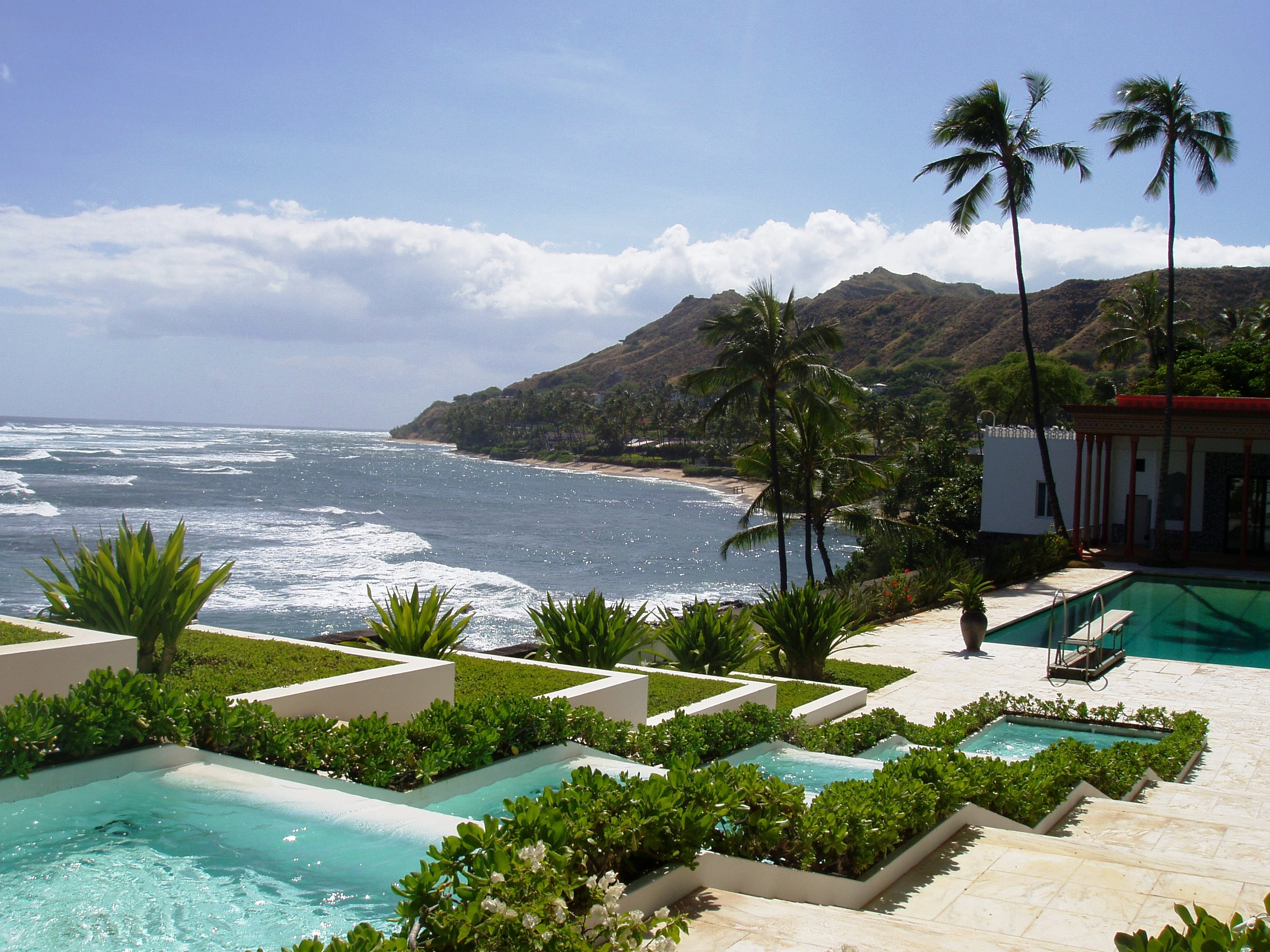
Pool-Perspektive mit Blick auf Diamond Head, Hawaii
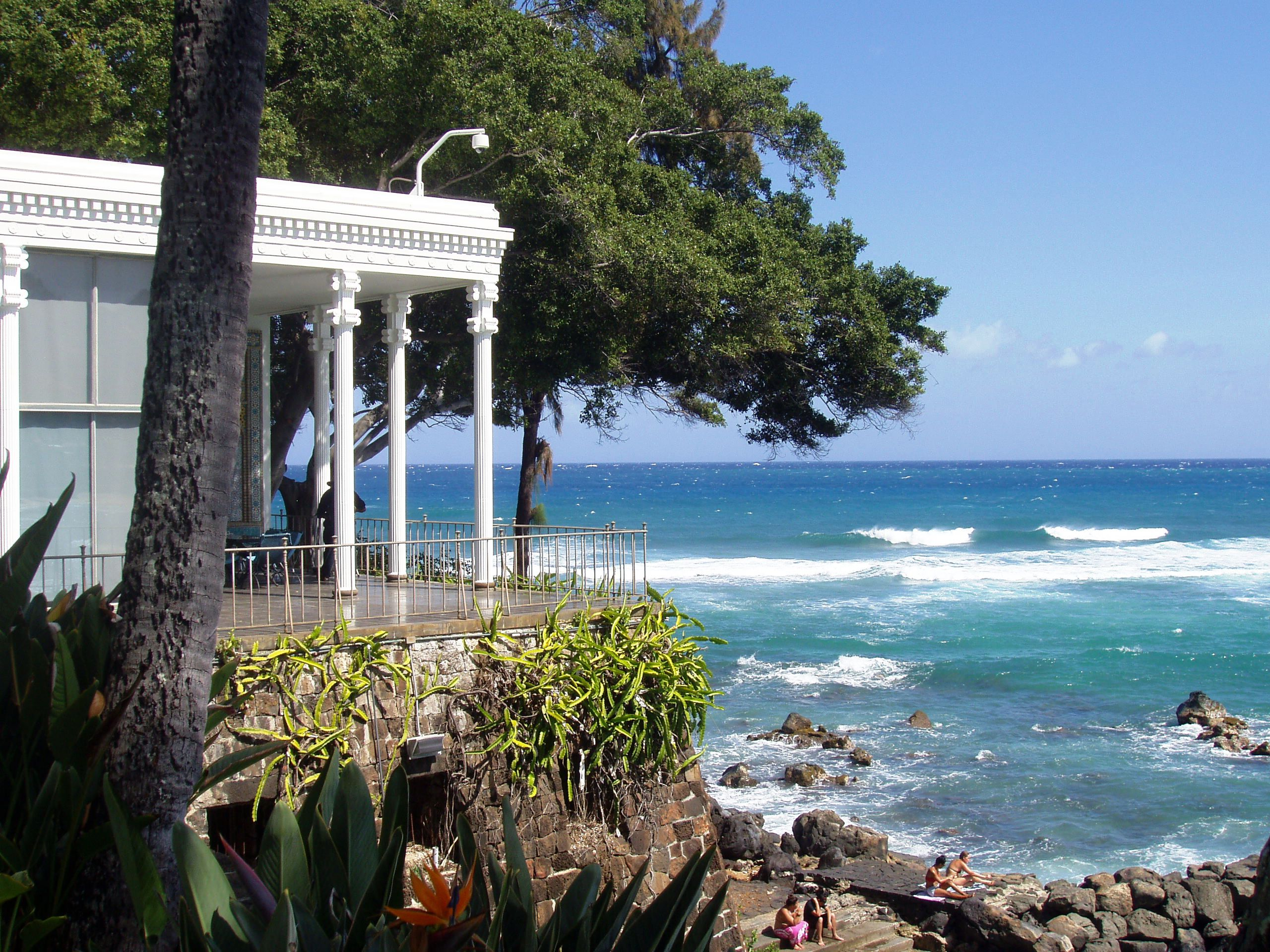
Blick auf den Pazifik
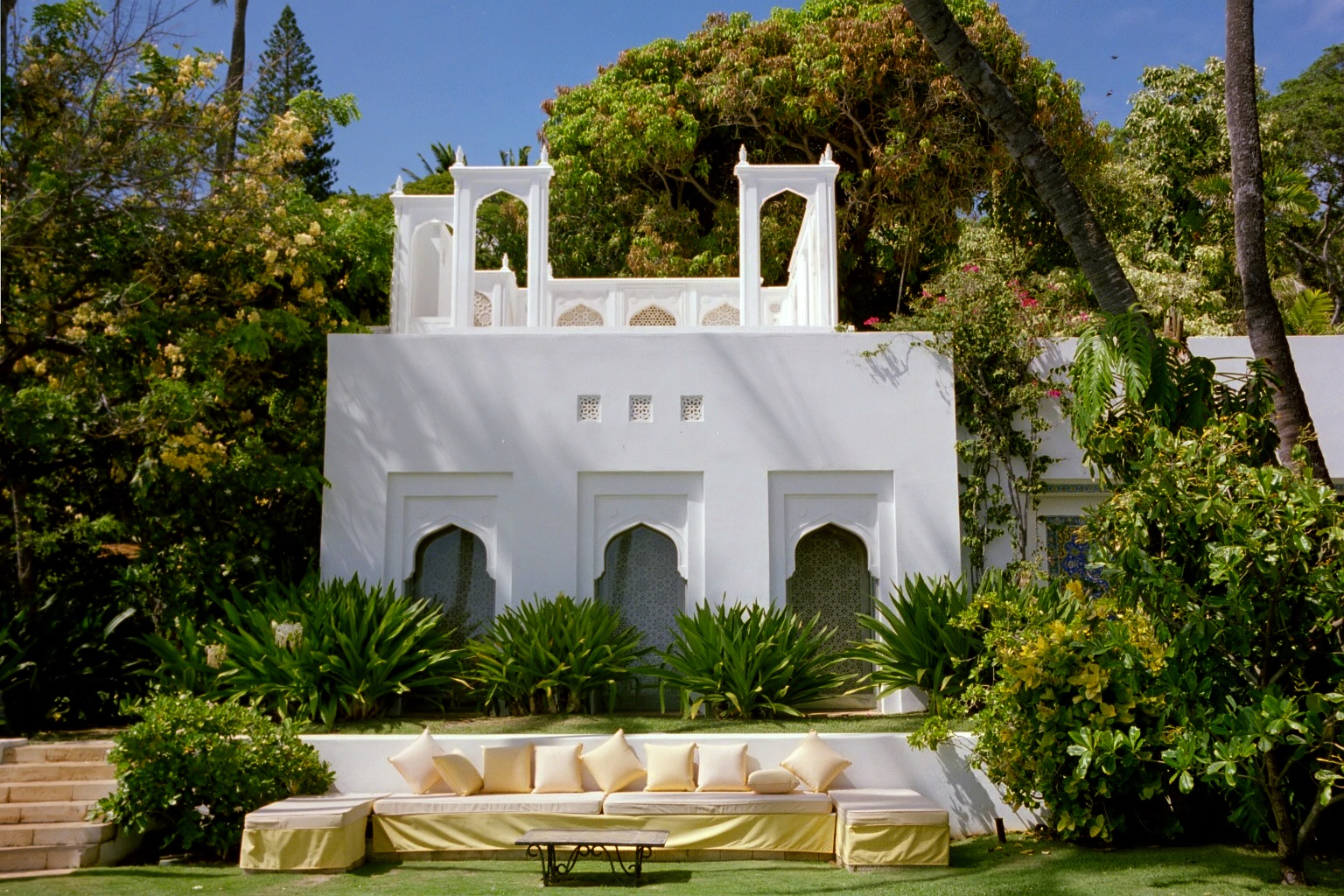
Suite im Moghul-Stil
Innenhof

## Späteres Leben
Neben dem Sammeln von Kunstgegenständen interessierte sich Doris Duke auch für die darstellenden Künste. Hier galt ihr besonderes Interesse der Jazzmusik und dem Ballett. Sie selbst nahm Unterricht in modernem Tanz, spielte als Jazzpianistin und sang gelegentlich in einem Gospelchor in New Jersey.
In einer Tanzschule lernte sie 1988 im Alter von 75 Jahren die damals 35-jährige Charlene Gail „Chandi“ Heffner kennen und adoptierte sie kurze Zeit später. Chandi Heffner war eine Anhängerin der Hare-Krishna-Bewegung und die Schwester der dritten Ehefrau des Millionärs Nelson Peltz, dem Direktor der H. J. Heinz Company und der Legg Mason, Inc. Duke glaubte anfänglich, Heffner sei eine Reinkarnation ihres leiblichen Kindes Arden, das 1940 kurz nach der Geburt verstarb.
Die Freundschaft zu der 40 Jahre jüngeren Frau dauerte jedoch nur eine kurze Zeit und Doris Duke versuchte die Adoption vergeblich rückgängig zu machen. Als Nächstes entwickelte Doris Duke zu ihrem Butler Bernard Lafferty ein besonders enges Verhältnis und setzte ihn als Vorsitzenden ihrer Stiftungen ein.

## Erbstreit und Mordverdacht
Nach dem Tod entwickelte sich zwischen den Stiftungen, Chandi Heffner und Bernard Lafferty ein medienwirksamer Streit um das Erbe. Obwohl Doris Duke ausdrücklich verfügte, Chandi Heffner zu enterben, wurde diese schließlich mit 65 Millionen US-Dollar abgefunden. Bernard Lafferty, der ebenso wie einer ihrer Ärzte des Mordes an der steinreichen 80-jährigen Frau verdächtigt wurde, schien den Stiftungen nicht fähig genug, um diese zu leiten. Er erhielt als Abfindung 4 Millionen Dollar und eine Jahresrente von 500.000 US-Dollar.
Der Mordverdacht wurde nie ausgeräumt und noch dadurch verstärkt, dass Doris Duke ohne nachvollziehbaren Grund schon wenige Stunden nach ihrem Tode eingeäschert worden war. Im Jahr 2007 schrieb The Daily Telegraph anlässlich des Todes von Henry Ginsburg, der Doris Dukes Stiftungen u. a. bei der Katalogisierung ihrer nachgelassenen Schätze unterstützt hatte und den außerordentlichen Wert zahlreicher Sammlerstücke erkannt hatte, dass sie wahrscheinlich „nach einem unglücklichen und ziellosen Leben“ ermordet worden sei.
Obwohl Doris Duke einen aufwändigen Lebensstil gepflegt, viel Geld für ihre Sammlungen ausgegeben und bereits mehr als 400 Millionen US-Dollar während ihres Lebens an wohltätige Einrichtungen gestiftet hatte, flossen nach ihrem Tod nochmals etwa 1,3 Milliarden US-Dollar an ihre Stiftungen.

## Mäzenin
Bereits mit 21 Jahren gründete Doris Duke ihre erste Stiftung. Die zunächst Independent Aid genannte Einrichtung arbeitet heute als Doris Duke Charitable Foundation. Die Stiftung unterstützt die Bereiche medizinische Forschung, Kinderfürsorge, Umweltschutz und Kultur. Zu Lebzeiten von Doris Duke sorgten Zuwendungen für Geburtenkontrolle in den 1930er Jahren und die frühe Unterstützung der Aidsforschung genauso für Kontroversen wie ein Programm, mit dem sie Kirchenorgeln für von Afroamerikanern besuchte Gotteshäuser stiftete.
1968 gründete Doris Duke die Newport Restoration Foundation, welche 83 historische Gebäude in Newport unterhält. Weitere Stiftungen sind neben der Doris Duke Foundation for Islamic Art und der Duke Farms Foundation die dem Umwelt- und Tierschutz gewidmeten Doris Duke Foundation for the Preservation of Endangered Wildlife und Doris Duke Foundation for the Preservation of New Jersey Farmland and Farm Animals.

## Filme
- Too Rich: The Secret Life of Doris Duke (TV), USA, 1999, Vierstündige vierteilige TV-Miniserie der CBS, basierend auf  Mansfields Buch Too Rich: The Secret Life of Doris Duke. Trust No One. (1997) von Ted Schwarz und Tom Rybak, der zu Dukes Stab gehörte. Regie: John Erman mit Lauren Bacall und Richard Chamberlain.
- Bernard and Doris, USA, 2007, Regie: Bob Balaban mit Susan Sarandon und Ralph Fiennes.